# داوود ناجی
محمد داوود ناجی، زادهٔ ۲۶ سرطان (تیر ماه) ۱۳۵۲ در مالستان، ولایت غزنی) سیاستمدار و فعال سیاسی و مدنی، مشاور ارشد سیاسی شورای امنیت ملی افغانستان است. او قبلاً روزنامه‌نگار رادیو بی‌بی‌سی بوده‌است. ناجی بیشتر از یک دهه با سرویس خبری بی‌بی‌سی کار کرده‌است و مدتی را مسئول بخش آنلاین افغانستان در سرویس بی‌بی‌سی فارسی بود. او که دانش‌آموختهٔ زبان و ادبیات فارسی از دانشگاه بلخ است و به عنوان استادیار در همین دانشگاه تدریس می‌کرد، و با سر کار آمدن طالبان ناچار شد مزار شریف را ترک و به پاکستان مهاجرت کند.

## زندگی شخصی
داوود ناجی زاده ۲۶ سرطان ۱۳۵۲ در مالستان از توابع ولایت غزنی می‌باشد وی دارای مدرک لیسانس زبان و ادبیات فارسی از دانشکده زبان و ادبیات دانشگاه بلخ هست. وی پس از اتمام تحصیلات به مدت یک سال در همین دانشگاه بود و سپس به دانشگاه بامیان رفت. با به قدرت رسیدن طالبان شهر مزار شریف را ترک کرد و به ولسوالی جاغوری ولایت غزنی رفت، در آنجا به شغل معلمی پرداخت. در سال ۲۰۰۰ به کویته پاکستان مهاجرت کرد وی در سال ۲۰۰۲ به صورت خبرنگار محلی همکاری خود را با بی‌بی‌سی فارسی شروع کرد. وی مدتی به انگلستان رفت و مسئولیت بی‌بی‌سی فارسی بخش افغانستان را به عهده گرفت. اما دوباره به افغانستان بازگشت و به فعالیت مدنی آغاز کرد.
داوود ناجی در سال ۱۹۹۹ با حبیبه سوسن دانشجوی رشته روزنامه‌نگاری ازدواج کرده و سه فرزند دارد …

## فعالیت سیاسی

### جنبش تبسم
در ماه عقرب (آبان) ۱۳۹۴ شکریه تبسم دختر ۹ ساله هزاره توسط گروه تروریستی داعش سر بریده شد که باعث تظاهرات گسترده در شهر کابل و سایر شهرهای افغانستان گردید. یکی از بزرگ‌ترین و تاریخی‌ترین تظاهرات در بیستم عقرب ۱۳۹۴ در شهر کابل صورت گرفت اوا ر امنیت جان شهروندان، و به‌خصوص آزاد نتوانستن شکریه تبسم دختر ۹ ساله و همراهانش از چنگال گروه تروریستی به شدت انتقاد کرد. این فیلم دو سال بعد در شبکه‌های اجتماعی بارها و بارها منتشر شد..
محمد محقق، معاون دوم ریاست اجرایی حکومت افغانستان در شب ۲۱ عقرب، درست زمانی که داود ناجی و تعداد دیگر از همراهانش در درون ارگ ریاست جمهوری در بازداشت به سر می‌بردند، در سخنانی که از شبکه‌های تلویزیونی زنده پخش می‌شد از داوود ناجی نام برد او را متهم کرد که چون نتوانسته‌است به مقام معاونت وزارت فرهنگ افغانستان برسد چنین تظاهرات را راه انداخته‌است.

#### جنبش روشنایی
در دوم اسد ۱۳۹۵ تظاهرات جنبش روشنایی در میدان دهمزنگ مورد حمله تروریستی قرار گرفت که منجر به کشته شدن۸۶ تن از تظاهرات‌کننده گان و زخمی شدن بیش از ۶۳۰ تن آنان قرار گردید. داود ناجی در روز ۱ اسد در مصلای برچی اعلامیه جنبش روشنایی را به خوانش گرفت که در آن اعلامیه از شهروندان و هواداران جنبش روشنایی خواست تا در روز دوم اسد به خیابان‌های بیایند. داود ناجی در همان روز گفت؛ تأمین امنیت تظاهرات دوم اسد به عهده ای حکومت و به ویژه پولیس ملی است. شورای عالی مردمی جنبش روشنایی از حکومت می‌خواهد تا برای تأمین امنیت حفظ نظم عمومی فردا دوم اسد را رخصتی عمومی اعلان کند.
همزمان با سفر اشرف غنی به مونیخ و شرکت در کنفرانس امنیتی مونیخ، هزاران تن از هواداران جنبش روشنایی از سراسر اروپا در مونیخ جمع شدند و علیه اقدامات دولت و تبعیض علیه هزاره‌ها دست به تظاهرات زدند. معترضان در این تظاهرات خواهان انتقال مسیر برق از مسیر بامیان شدند و اقدام دولت در خصوص تغییر خط برق از بامیان به مسیر سالنگ را تبعیض سیستماتیک علیه هزاره‌ها عنوان کردند.

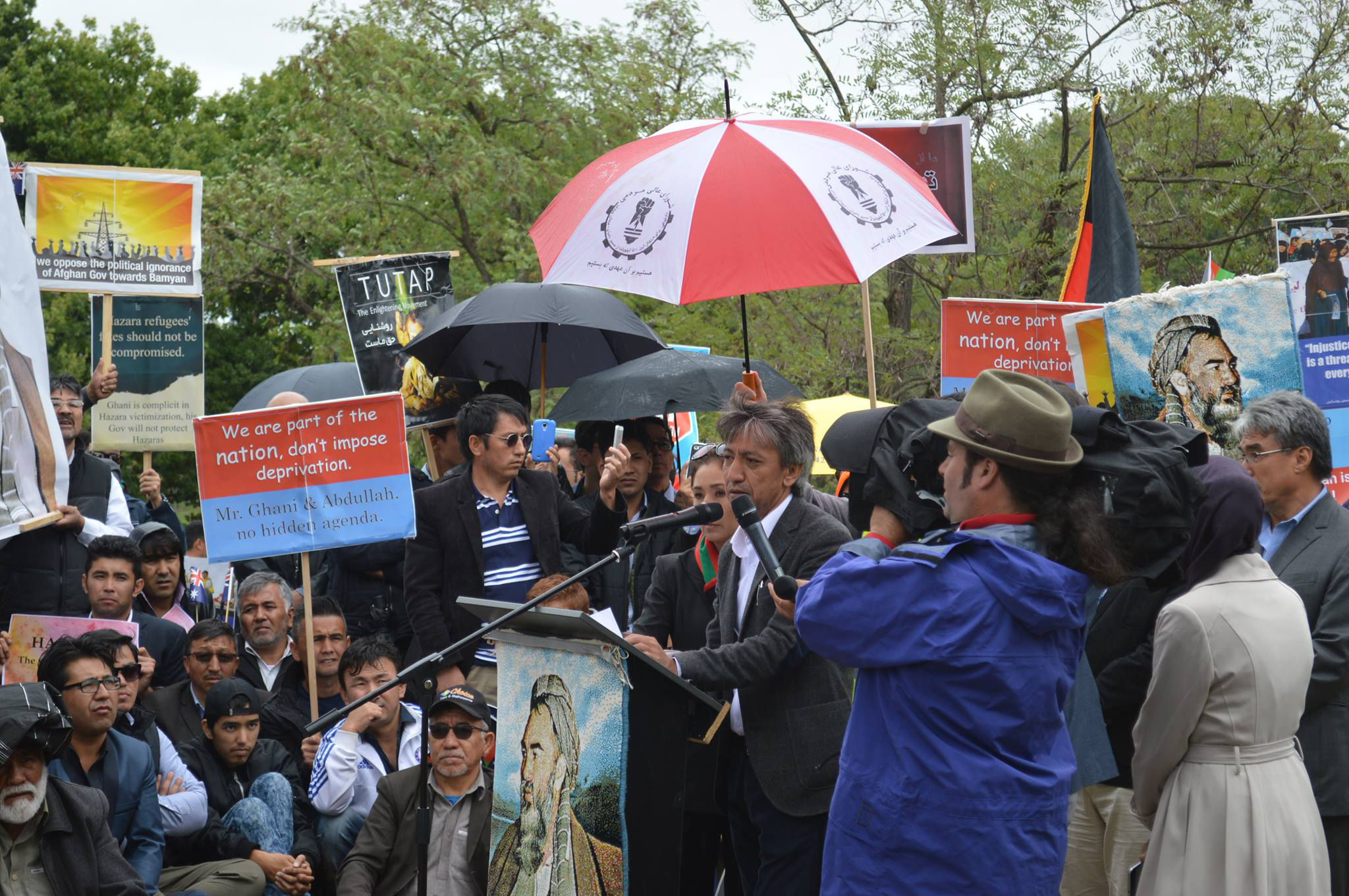
داوود ناجیدر حال سخنرانی در میان هواداران جنبش روشنایی در تظاهرات شهر کنبرا استرالیا

داوود ناجی از رهبران جنبش روشنایی که در این تظاهرات شرکت کرده بود در جریان این تظاهرات خطاب به اشرف غنی بیان کرد:
هیچ راهی فرار از عدالت وجود ندارد، گستردگی عدالت‌خواهی جنبش روشنایی تمامی قلمرو آفتاب را در سراسر جهان گرفته و ما دیگر نمی‌خواهیم که تبعیض پیشه گان از تیررس اعتراضات مدنی و فریاد عدالتخواهی ما به هزاره قرار بگیرند، در لندن، بروکسل، ورشو و اکنون در مونیخ و در آینده در استرالیا به اعتراض‌های خود ادامه می‌دهیم.

#### ساختارمند کردن جنبش روشنایی - کنگره سراسری هزاره‌ها
داوود ناجی یکی از کلیدی‌ترین عضو شورای عالی مردمی جنبش روشنایی برای اولین بار از ساختارمند شدن جنبش روشنایی و تبدیل آن به یک آدرس سیاسی در بیست و دومین سالگرد شهادت مزاری در کابل که از طرف جنبش گرفته شده بود و همچنین در شهر سیدنی سخن گفت. او همواری بر نظم و ساختار مشخص و برنامه مدون برای هزاره‌ها را در سخنان خود به چندین بار گفته‌است و در این راستا اقدامات را نیز انجام داده‌است. او در شهر سیدنی گفت، «ما به این باور هستیم که مبارزه با سیستم سیستماتیک، نیازمند یک مبارزه‌ای ساختارمند و سیستماتیک است؛ و این سیستیم، اگر به مدد خرد جمعی، به‌صورت دمکراتیک و منتخب و در صلاح و مشوره جمعی ساخته نشود، هر نسخه‌ای را که از بتن یک یا چند نفر بیرون بیاید، غیرقابل عمل و غیرقابل اجرا است. ما چالش ساختن چنین ساختاری را به خوبی می‌فهمیم، اما به سراغ این چالش می‌رویم. چرا؟ برای اینکه عزم ما به راین است که تصمیم‌گیری‌ها را دشوار کنیم، اما از اشتباهات بکاهیم. درگذشته، این فرمول برعکس بود. روش تصمیم‌گیری جامعه ما آسان بود، و به همین خاطر بسیار اشتباه می‌کردیم». اما در ایجاد ساختار برای جنبش روشنایی شکست خورد.

#### محور مردم افغانستان
جریان سیاسی محور توسط چهره‌های مطرح سیاسی چون، رحمت‌الله نبیل، دکتر رنگین دادفر اسپنتا، داود علی نجفی، مهندس ابراهیم اسپن زاده، جنرال رازق، زلمی رسول، رحیم وردک داود شاه صبا، جعفر مهدوی، داوود ناجی فعالیت خود را در تاریخ ۲۵ سرطان ۱۹۹۶ آغاز کرد. داود ناجی عضو شورای اجرایی این جریان سیاسی است. این جریان برون رفت از بحران سیاسی را که حکومت وحدت ملی افغانستان در آن گرفتار است هدف آصلی خود عنوان کرده‌است. این جریان در تاریخ ۱۰ قوس ۱۳۹۶ در شهر قندهار یک نشست سیاسی را برگزار کرد که با یک سری حاشیه‌های همراه بود. حکومت افغانستان هواپیمای عطا محمد نور والی ولایت بلخ و باتور دوستم پسر ژنرال دوستم که در این نشست دعوت شده بودند از فرودگاه بلخ اجازه پرواز ندادند. در نهایت این نشست بدون حضور عطامحمد نور و باتور دوستم برگزار شد.

#### نامزد انتخابات پارلمانی
داوود ناجی عضو شورای عالی مردمی جنبش روشنایی برای سومین دوره پارلمانی افغانستان پس از طالبان، در کمیسیون مستقل انتخابات رسماً به عنوان کاندیدای انتخابات پارلمانی از حوزه انتخاباتی کابل ثبت نام نموده بود، اما در انتخابات موفق به گرفتن رای نشد و شکست خورد. هرچند زمزمه تقلب در این انتخابات زیاد بود و داوود ناجی نیز به نتایج اولیه انتخابات معترض بود، اما در آخر نتیجه انتخابات را پذیر فت.

## مشاور ارشد سیاسی دفتر شورای امنیت ملی
به اساس حکم شماره ۸۹۴ رئیس‌جمهور افغانستان محمد اشرف غنی در تاریخ ۱۶ جولای ۲۰۲۰، داوود ناجی به عنوان مشاور ارشد سیاسی دفتر شورای امنیت ملی گماشته شد. برای اولین‌بار یکی از شخصیت‌های سیاسی هزاره در چنین پستی، در شورای امنیت ملی افغانستان انتصاب می‌شود.

## فعالیت رسانه‌ای
داوود ناجی، به مدت ۱۴سال با سرویس خبری بی‌بی‌سی فارسی کرده‌است و مسئول بخش افغانستان در افغانستان بوده‌است. او علاوه بر کار در بی‌بی‌سی، با دیگر رسانه‌ها از قبیل روزنامه اطلاعات روز، روزنامه جامعه باز، وبسایت جمهوری سکوت، وبسایت جدید آنلاین نیز همکاری کرده‌است.